# Université d'État d'économie de Samara
 (août 2024).
L'université d'État d'économie de Samara (SSEU, en russe : Самарский государственный экономический университет) est un établissement d'enseignement supérieur russe, fondée en 1931,.

## Histoire
L'Université d'État d'économie de Samara a été créée en 1931 sous le nom d'Institut de planification et d'économie de la Moyenne Volga par décret du Conseil des commissaires du peuple de l'URSS lorsque les planificateurs ont identifié un besoin urgent de former une nouvelle génération d'experts industriels et techniques pour favoriser l'industrialisation dans la région de la Moyenne Volga couvrant les zones des régions de Samara, Oulianovsk, Penza, Orenbourg et Mordovie.
Depuis les années 1990, l'université a ajouté les spécialités suivantes :
- Industrie et Economie, Comptabilité et Economie, Finance et Economie (ouvert en 1993)
- Département de l'économie logistique (ouvert en 1993)
- Agroalimentaire (ouvert en 1994)
- Economie (la formation multi-niveaux de licence en « Economie », ouverte en 1994)
- Faculté d'économie et de droit (ouverte en 1995, aujourd'hui Institut de droit)
- Maîtrise en « Économie » (1999)
- Éducation socio-économique (2004)[3]

## Statistiques
L'université enseigne 22 spécialités, 13 licences et 5 masters avec environ dix mille étudiants chaque année sous environ 500 enseignants à l'université, dont 70% ont des diplômes et des titres universitaires.